# レジンキャストミルク
『レジンキャストミルク』は、藤原祐による日本のライトノベル。イラストは椋本夏夜が担当している。電撃文庫（メディアワークス）にて2005年9月から2007年12月まで刊行された。

## ストーリー
二つの世界。【実軸】、物語の舞台となる場にして『本物の世界』。【虚軸】、実軸の誰かが強く「もしも」という仮定を願った場合に発生する別枠の世界。主人公、城島晶は幼い頃虚軸【全一】硝子に会い、彼女の固定剤になった。が、ほどなくして、父の樹と母の鏡が失踪してしまう。そして、彼の人生は非日常へと移り変わる。それでも、晶は『日常を守るため』と両親の失踪と深く関係のある【無限回廊】を捜し求める。

## 登場人物

### 主要人物(虚軸)
城島晶（きじま あきら）
【固定剤/全一】
主人公。虚軸【全一】城島硝子の固定剤であり、その代償として、痛いという主観的な概念と、固定剤になる以前の感情記憶を喪失してしまっている。また、血液中にある不定量子回路によって硝子とダイレクトリンクが結ばれており、硝子との意思の疎通が可能である。
私立挟間学園の2年3組に所属。硝子と共に高校に通い、運動も勉強も平凡などこにでもいるような高校生を演じているが、実際には、日常生活で目立たないようにテストで平均点をとるために計算、導出し意図的に点数を調節できるほどの頭脳を持つ。父に寄生し、母を連れ去り、自分の日常を打ち砕いた虚軸【無限回廊】を憎悪し、どこまでも自分の日常を蹂躙しようとする彼の排除を目的に活動する。戦闘では固定剤として働き、【全一】で造りだした武器を振るう。味方の虚軸に指示を与え、知略を尽くすなど、司令官としても活躍を見せる。森町芹菜とは幼馴染であり彼女からは"あっちゃん"とよばれていた。彼女には好意を抱いていたが、硝子の固定剤となったためその感情すら知識でしか認識できなくなっている。
城島硝子（きじま しょうこ）
【全一】
ヒロイン。形式名【全一】-オール・イン・ワン-。共生型の虚軸。機械人形、世界の終わりの執行者と称される。背は低く、長いピンクの髪と大きなリボンがポイント。固定剤は晶。晶とは彼の血液中にある不定量子回路でダイレクトリンクが結ばれており、同時に硝子の本体である裏面空間にある機械の情報・記憶が随時バックアップされている。硝子がいた世界では、硝子は少女の身体の中に入り込んだ機械の意識体であった。その出自から感情に不完全な部分があり、当初は感情の表現がほとんどできなかったものの、徐々に人間らしいものに改善されていく。単純な身体能力は常人程度。6年前から晶と一緒に暮らしており、周囲には晶とは従兄妹であると説明している。私立挟間学園の1年9組に所属。プリンが好物。火サスや土曜ワイドをよく視聴する。
柿原里緒（かきはる りお）
【有識分体】
形式名【有識分体】-分裂病-。共生型の固定剤。自身を3つまで分裂させることができる。虚軸は猫の小町。私立挟間学園の2年3組に所属。身長154cm、体重39Kg。小柄で痩せており、髪型はボブカット。いつも晶と屋上の給水塔の上で昼食をとる。通常の共生型の固定剤より虚軸本体との繋がりが強く、限定的ながら虚軸本体の能力を使うことができる。しかし同時に、味覚を喪失している、個性が存在しない【有識分体】の世界の影響で虚軸以外の人間を識別できないなど、代償として失ったものも大きい。ただし後者の欠落については、見方を変えれば虚軸によって欠如した心を識別出来る＝敵と虚軸を識別出来るという利点になり、専ら敵性虚軸探しに利用される。
小町（こまち）
柿原里緒の虚軸、【有識分体】-分裂病-。白毛で赤目の猫。単純戦闘であれば最強の虚軸で、無限に分裂することができる。ただし、猫ゆえに攻撃方法は噛み付きや引っ掻きを繰り返してダメージを蓄積させるという地味なものである。
舞鶴蜜（まいづる みつ）
【壊れた万華鏡】
形式名【壊れた万華鏡】-ディレイドカレイド-。文字情報のみの世界そのものの虚軸。寄生型の虚軸。私立挟間学園の1年9組に所属。小学3年の時に両親が離婚するが、中学2年の時に親が再婚し、速見殊子の義妹にあたる。旧姓は速見。現在の母は殊子の実母（舞鶴智代）、父は蜜の実父、蜜の実母は殊子の義母になる。幼少時代は他人と接することが苦手であった。実母がよく華美な洋服、父はメルヘンの本を買い与えていたため、ゴシック系の洋服を着用することが多く、メルヘンの本を読むことが好き。また、父と義母の再婚後、インターネット閲覧中に虚軸に感染。その力を唯一の親友であった君子に向けてしまったことから義姉となっていた殊子に能力の使用の制限を受ける。性格は内気であった以前と変わって攻撃的なものになっている。その虚軸の性質上、嘘をつくことができず、巧妙な嘘に対しては嘘と見抜くことができない。また、挑発に乗りやすい。アルコールに弱く、酒乱。料理は全くできない。別保透との戦闘において、力の発動のためにその左腕を自ら切り落としたため、後に短刀を仕込んだ義手を装着している。【無限回廊】と城島夫妻との戦いにて、鏡の【全なる終わり】に【壊れた万華鏡】の99%を回収され、殊子と同じ「一度でも力を使えば消滅してしまう状態」となってしまう。その影響で、以前のような人見知りに戻ってしまった。最終的にはその「最後の一回」の力も使ってしまい、完全に人間に戻った。その後に【アンノウン】の力で左腕は元にもどった。
速見殊子（はやみ ことこ）
【目覚まし時計】
形式名【目覚まし時計】-ハラハラ時計-。寄生型の虚軸。3年1組。生徒会書記。現在の母は蜜の実母、父は殊子の実父（速見宗吾）。「可愛いもの」好きで、ことあるごとに硝子にキスをねだる。女性と付き合い、別れる度、自分に花の入れ墨を彫っている。軟体動物が苦手。城島鏡、津久見奏との戦いで【目覚まし時計】のほとんどを回収され、「一度でも力を使えば消滅してしまう状態」となり、最後の力の使い道に悩んでいた。しかし、【エデンの恍惚】鴛野在亜の襲撃にて蜜と共に直接対峙。その際、蜜を庇ってナイフで刺され、死亡。最期の瞬間、かつて自分が蜜にかけた【壊れた万華鏡】行使制限を解除した。彼女の死は、以後の戦いに臨む晶や蜜たちに大きな影響を与えた。また、修正力が働いたために、かつての恋人である姫や、義理の妹となった君子にもその存在を忘れ去られている。
佐伯ネア（さえき ねあ）
【アンノウン】
形式名【アンノウン】-ゆらゆら-。寄生型の虚軸。挟間学園保健教師。残酷、自虐的な言動を見せ、その破綻した言動とは裏腹に血や傷口を見ると卒倒してしまう。しかし、蜜の超グログロ（本人談）な傷を見て若干克復した。あらゆる悲鳴の音源を集め、編集し『音楽』と称し聴くことを趣味とする。車はフランス車で、『音楽』をかけると暴走する。奇矯な振る舞いを取ってはいるが、彼女なりに仕事にやりがいを感じており、生徒のことも大事に思っている。

### 主要人物(一般人)
森町芹菜（もりまち せりな）
城島晶の幼馴染、家は向かい。私立挟間学園の2年3組に所属。陸上部所属。晶は彼女を"りなちゃん"と呼んでいた。晶に好意を抱いており、彼へその気持ちを伝えるが、返事は受け取れていない。身長167cmの長身でポニーテールがトレードマーク。料理は苦手。晶の初恋の相手でもあり、晶にとっての日常の象徴。彼女の存在が、晶が非日常での戦いに身を投じる理由のひとつであり、彼女が非日常に巻き込まれた時には【目覚まし時計】での記憶改竄を含めるあらゆる手段を以てその事実を取り繕おうとする。物語の終盤では壊れかけた修正力の中心のひとつとなる。
姫島姫（ひめしま ひめ）
私立挟間学園の1年9組に所属。硝子の友人。愛称ひめひめ。黒髪のおさげ。ボーイズラブ好き。殊子の恋人。【有限円環】-アカイイト-に侵食され、自殺を図るも、一度は救出された。のちに二度目の自殺を図るが、無限回廊による同化を受け、その身体・記憶をのっとられてしまう。そのため、修正力によって存在しなかったことにされている。その後、無限回廊は姫の体を使って襲撃。晶に返り討ちにされ、無限回廊を切り離される。現在は日常生活に復帰。無限回廊であったときの記憶は多少残っている。
直川君子（なおかわ きみこ）
私立挟間学園の1年9組に所属。硝子の友人。愛称きみちゃん。短いがウェーブのかかった色素の薄い髪。ミステリ小説好き。家庭内で虐待をうけていた。中学2年の時に蜜と親友関係にあったが、その記憶を殊子によって消されている。兄は虚軸に侵食された後に殺害され、父は無限回廊に身体を乗っ取られ、母は無限回廊に虚軸を埋め込まれた後に殺害されたために、家族のすべてが修正力によっていなかったことになってしまう。そのため、殊子の提案によって速見家の養子となった。家族が次々と虚軸として死に、修正力が集中して働いたせいか、壊れかけた修正力の中心となっている。そのため、修正力が正常に彼女に対して正常に働かない場合があり、一時はこの異常を排除を目的として【無限回廊】たちに狙われた。
皆春八重（みなはる やえ）
私立挟間学園の1年9組に所属。硝子の友人。ショートカット。陸上部に所属しており、芹菜の後輩にあたる。大田敦と深い仲にあったが、援助交際をし、妊娠。胎児を虚軸【揺籃未満の青い槍】-ミルククローゼット-に侵食される。が、胎児は修正力によってなかったことにされた。背は高く、ショートカット。硝子の親友であり準主役の扱いだが、姫や君子たちに比べて2巻以降の影が薄く、番外編でもネタにされている。

### 挟間学園のその他の人物
敷戸良司（しきど りょうじ）
私立挟間学園の2年3組に所属。痩せぎすで背ばかり高く、異様に力が強い。柔道道場に通っており黒帯。焼けた肌とドレッドヘアで日本人離れした容姿をしている。ロッカー。在亜と付き合うこととなるが、実は芹菜のことが好きだった。固定剤となり、晶が虚軸に関わっていることを知り、無限回廊と行動を共にするようになる。
鴛野在亜（おしの ありあ）
私立挟間学園の2年3組に所属。芹菜の中学からの友人。文芸部所属。姫島姫経由で【有限円環】-アカイイト-に侵食される。また、無限回廊によって【夢使い】-ライドライヤー-と【ノッキング・オン】-ヘブンズドア-、【拒絶症候群】-レベル5-、【欠陥群体】-躁鬱障害-に浸食される。晶にはその有限円環以外の虚軸を破壊されたのみで、殺害されてはいないが、殊子によってその記憶を消去される。その後、以前から好きだった良司に告白し、付き合うこととなる。しかし、無限回廊による侵食を受け、【アンノウン】-ゆらゆら-、【悲しき玩具】-ラグドール-の劣化世界、【エデンの恍惚】-マニック・エデン-を無限回廊に植えつけられて狂人になる。最後は、舞鶴蜜の【絶対言語】―バベルズバインド-によって殺害された。
緒方美弦（おがた　みつる）
私立挟間学園の2年3組委員長。おさげでメガネをかけている典型だが、意外にも軽音楽部に所属。ニックネームは『デス委員長』。
大田敦（おおた あつし）
2年3組。皆春八重の幼馴染。クラスの牽引役だが本性は自分が中心でないと気がすまない性格で、女性教師を誘惑してカンニングを行う、その口封じとして取り巻きとともに直川浩輔をイジメるなど、卑劣な人間である。『揺籃未満の青い槍』に殺害されるも、修正力によって生き返る。後に無限回廊によって虚軸【冷たい玉座】-キル・ザ・キング-を与えられる。その後硝子に手を出し彼女のファーストキスを奪い晶の怒りを買った事で【全一】の覚醒を引き起こしてしまい、虚界渦を開いた全一によって生み出された【バビロンの簒奪者】-Kremastos-によって、存在を世界系からも全て削除されてしまった。
直川浩輔（なおかわ こうすけ）
2年3組。君子の兄。他人を排除する傾向を持ち、成績しか見えていない。常に学年で成績がトップである里緒に劣等感を持ち、虚軸【矮小関数】-オンリーF-に侵食される。蜜に殺され、修正力でいなかったことにされてしまう。
上野恭一（うえの きょういち）
硝子の隣の席の男子。硝子に好意を寄せており、告白をするが断られる。そこを無限回廊に付け込まれ、【悲しき玩具】-ラグドール-と【化人幻戯】-ピラミッド・ソング-に侵食される。城島邸を襲撃し硝子を拉致、蜜と戦闘し勝利するも、殊子に敗れ、その虚軸を切り離される。ビスク・ドールを集めるのが趣味であったが、殊子によって人形に対する強い恐怖心を植えつけられてしまった。
別保透（ぺっぽ とおる）
1年9組の担任。幼少の頃より、他人の感情に共感できず、ただ親に教育されたとおりの『正義』を成そうとする。そのためには犯罪すら厭わず、虚軸と化す以前から、その内的正義に従って高校の同級生を1人殺害している。君子が母親に虐待されていると知り、それを糾弾しようとした。無限回廊によって【二元を分つ永劫領域】-シェイカーメイカー-に侵食される。君子の母親を殺害するも、後に蜜に殺害される。

### その他
無限回廊(エターナル・アイドル)
晶の宿敵である虚軸。形式名【無限回廊】-エターナル・アイドル-。晶やその仲間の虚軸の関係者を利用し、唆し、時には虚軸を与えてぶつけることで、晶の日常を破壊すべく行動する。「虚軸を操る」という能力を利用し、固定剤を自由に選ぶことができる。また、寄生型の虚軸だが例外的に自我と人格を持ち、固定剤の体を完全に乗っ取ることができる。そのために容姿は物語の時期によって違う。自由に他の虚軸を付けることもできるので、複数の虚軸をその身に宿している。正体は、晶の母である城島鏡の「もし、流産した子供が無事に生まれていたら」という仮想観測によって生まれた虚軸で、本来ならば「晶」と名付けられるはずだった城島晶の兄である。最終決戦では【全一】の「世界の終わり」で存在を消滅させられるが、【有限円環】によって樹の体に意識を残し、最後に「出来損ない」と蔑んだ晶のことを認め、樹たちと共に晶たちのいない未来へ渡った。
津久見奏（つくみ かなで）
2年3組に逆絵の兄として転校してきた。虚軸【ライ麦畑の墜落死体】-ナイン・ライブス-に侵食されている。
津久見逆絵（つくみ さかえ）
転校生として奏とともに2年3組にやってくる。共生型の虚軸であり、硝子と同じく人間の有機体を三次元活動体にした機械。その正体は晶の母、鏡であり、城島樹を固定剤とする。
城島樹（きじま いつき）
晶の父親。4年前に失踪。『仮想観測論』を提唱し、「虚軸」を生み出した。
城島鏡（きじま かがみ）
晶の母親。晶曰く、「いつだって無邪気で呑気で、あまり緊張感を持たない人」。今は、津久見逆絵として活動している。現在はその体を機械に改造させられており、実軸を滅ぼして現代に帰ってきた実軸【全なる終わり】-オール・イン・ワン-であり、固定剤である城島樹を「マスター」と呼ぶ。

## 用語

### 虚軸関連
【虚軸】-キャスト-
この世の存在ではないもの。うそものの世界。実軸での仮想観測によって実軸から枝分かれした世界、不定量子の世界。実軸に存在する虚軸は虚軸という世界が滅んだ際に実軸に現れる意識体（虚軸）。同時に、世界そのものである。
寄生型（きせいがた）
虚軸が固定剤と同一化しているタイプ。虚軸である意識体が実体を持っていなかった場合は寄生型となる。
共生型（きょうせいがた）
虚軸と固定剤が分離しているタイプ。虚軸である意識体が実体を持っていた場合は共生型となる。
【実軸】-ランナ-
正しい世界。虚軸の対義語であり、晶たちの住む現実の世界。
『固定剤』-リターダ-
虚軸が実軸における存在確率を限りなく1に留めおくためのもの。固定剤になるには虚構と相性と資質が必要。虚軸は侵食の際に、固定剤となる人間の存在の一部を削り取り、入り込む隙間を作る。このため固定剤となった人間は自我境界線を侵されてしまい、人格や知覚能力などに顕著な障害が残る。基本的に、身体能力・思考能力が常人離れしたものになる。
『世界系』-インスト-
虚軸、実軸を含めた全世界の設計図である情報体。虚軸の百科事典とでも言うものであり、全ての虚軸は生まれた瞬間に形式名がここに記録される。
『修正力』-リペイントマーカー-
虚軸に対する、実軸が象徴する力。虚軸に侵食された人間が死ぬと、その人間がいなかったことにしてしまう。これによって虚軸に殺された人間が蘇ったりもする。虚軸となったものがいなかったらという仮定の下、現在の状況から最低限の相違に留めるように働く。
『虚界渦』-アンダーゲート-
虚軸の世界と実軸の世界を結ぶ出入り口。実軸に虚軸の力を呼び込むもの。世界系にアクセスすることで、虚軸の世界を実軸の世界に呼び寄せる。
『形式名』-モデリング-
虚軸の名前。固定剤も同様にその名を冠する。
ダイレクトリンク
晶と硝子の間の繋がり。近距離においては会話を行うことができるが、遠距離においてはその存在やおおまかな場所を確認できるのみである。

### 形式名
【全一】-オール・イン・ワン-
共生型の虚軸。硝子と固定剤の晶を指す。使い手（晶）の仮定観測を受けて波動関数を任意に収束させ、既存の武器をモチーフとして任意の機能を持たせた武器を半構築-セミ・スクラッチ-することができる不定量子回路（全一型万能他律式武器構築装置-オール・イン・ワン・システム-）をもつ。
【世界の終わり】-カーテンフォール-
虚界渦が開放された状態の名前。この状態においては、対象をその概念から全てを破壊する武器をゼロから作り出すこと（全構築-フル・スクラッチ-）ができ、その能力によって対象は世界系からも完全に削除されてしまう。また、発動時には任意に他の虚軸の能力も無効化することができる。
【有識分体】-分裂病-
共生型の虚軸で、小町と固定剤の里緒を指すが、小町が作中にて有識分体と呼ばれてはいない。小町は無限に自身の数を増殖させることができる。制限として20mごとに基点としての小町が存在しなくてはならない。
【乖離へ至る病】-クリアランスゼロ-
虚軸である小町の世界。その世界に存在するもの全てが同等の力を持ち、差は存在しなくなる。そのため、無限に増殖できる小町はその数の差で他のものを圧倒する。
【壊れた万華鏡】-ディレイドカレイド-
寄生型の虚軸。蜜が侵食される。文字情報のみの世界そのものの虚軸。頭髪を自在に操り、平面を飛び越える事が出来る。頭髪はダイヤモンドのカットに使えるほど切れ味が良い。殊子による制限が掛けられており、自分が傷ついた時のみにその傷の深さに応じた時間しか使用できない。
【絶対言語】－バベルズバインド－
虚界渦開放時の名。【壊れた万華鏡】の世界は全てが文字情報の「情報のみの世界」で、そこに記された言葉は必ず真実となる。つまり、「発した言葉が必ず現実」になる力を持つ。ただし、必ず「言葉」で、できるだけ正確に内容を話すことがルール。また、性質上「言葉を話す」というアクションが必要なため、虚軸同士の戦いではどうしても発動が遅くなってしまう弱点が存在する。
【目覚まし時計】-ハラハラ時計-
寄生型の虚軸。殊子を指す。相手の自我境界線を侵食することによって強制的かつ深い催眠を対象に施すことができる。
【不発爆弾】-ARYTHMIE-
虚界渦開放時の名。有機物、無機物の別なくその組成から自由に変革させることができる。しかし、生命を与えることはできない。また、虚界渦を開放するとその後3日間の眠りが副作用として生じる。
【アンノウン】-ゆらゆら-
寄生型の虚軸。ネアを指す。一度収束した波動関数を再拡散させることによって局地的な時間の巻き戻しを行い、物体の損壊の復元、怪我の治癒を行うことができる。だが、それには一定時間のうちにその結果を発生させた原因たるものを破壊、消滅させる必要がある。この能力では死者を蘇生させることはできない。
物語後半で無限回廊による劣化世界が登場するが、こちらは使用した瞬間消滅する代わりに、固定剤が死亡すると自動で発動し、蘇生させるというオリジナルを超える性能を持つ。
【運命調節用多次元干渉体】-パラドクシカル・パラドクス-
虚界渦開放時の名。運命、すなわち過去から現在までの記憶を滅茶苦茶に狂わせ、ぐちゃぐちゃになった状態で上書きする。
【無限回廊】-エターナル・アイドル-
晶の苦悩の原因となっている虚軸の形式名。虚軸の作成や、派生、混合などが可能。また、固定剤を変更することができる。実は、【無限回廊】が【城島　晶】である。出自は城島鏡の「もしも晶が死産じゃなかったら」という願望から生まれた虚軸であり、故に偽者の城島晶を憎悪している。
【純白虚偽】-スノウブラインド-
無限回廊の虚界渦開放時の世界の名前。対象の仮想観測を引き摺りだし、虚軸として定着させる。
【劣化世界】-ジャンクパーツ-
無限回廊が作り出した、虚軸から更に枝分かれさせた虚軸の総称。総合的には元になった虚軸より性能は劣化しているが、使用した瞬間消滅するが蘇生能力を持つ【アンノウン】の劣化世界のように、時に部分的に元となった虚軸を超える性能を持つ場合がある。
【矮小関数】-オンリーF-
直川浩輔が侵食された虚軸。無機物を自身の体の一部にする能力がある。
【揺籃未満の青い槍】-ミルククローゼット-
皆春八重の宿した胎児に寄生した虚軸。子宮より血管を伝い放たれる光で対象を斬り貫く。命を食料とし、玖珠市での連続殺人事件を引き起こした。こちらは劣化世界であり、無限回廊の所持するオリジナル（名称不明）と異なり急所に当てなければ直接命を吸えない。
【卑小演算】- F < 0 -
矮小関数の劣化世界とほかの世界の混合世界。
【拒絶症候群】-レベル5-
緑色の霧で相手を内部から破壊する毒の霧。
【有限円環】-アカイイト-
人に心中をさせて、その生き残った相手を固定剤として次々に乗り移っていく虚軸。心中は二人組みによって行われ、片方は死に、片方は生き残る。そして、生き残ったほうは新たな固定剤となり死んだ人間の記憶を得て、新たに心中相手を探す。姫島姫、鴛野在亜が侵食されてしまう。無限回廊の劣化世界。
【夢使い】-ライドライヤー-
自分と他人とを繋げ、対象を傀儡とする力を有する。無限回廊によって生み出され、鴛野在亜を侵食する。
【ノッキング・オン】-ヘブンズドア-
赤く光る細い剣のような光で対象の動きを封じる。無限回廊によって生み出され、鴛野在亜に与えられる。
【欠陥群体】-躁鬱障害-
分裂病の劣化世界。夢使いによって傀儡となった、有限円環によって自殺させられた人間の彼氏たちを分裂させる。無限回廊によって生み出され、鴛野在亜に与えられる。
【悲しき玩具】-ラグドール-
無限回廊によって上野恭一に与えられた虚軸。その能力は身体に触れたものを玩具にする、すなわち陳腐化を行うことができるというもの。対象に制限はない。
【化人幻戯】-ピラミッド・ソング-
無限回廊によって上野恭一に与えられた虚軸。化人幻戯はその能力として、それをとりこんだ者を殺害したものを殺す。
【二元を分つ永劫領域】-シェイカーメイカー-
無限回廊によって別保透に与えられた虚軸。この虚軸は薄紅色の半透明の球体で触れたものを削り飛ばす。
【ライ麦畑の墜落死体】-ナイン・ライブス-
津久見奏の抱える虚軸。空間を自在に歪め、人や物を任意の場所に転移させることもできる。
【冷たい玉座】-キル・ザ・キング-
大田敦が無限回廊に与えられた虚軸。その能力によって周りの人間をひれ伏せさせる。
【深淵に罹る熱】-ドリーム・シアター-
敷戸良司を固定剤としている共生型。他人の欲望を増長・加速させ、制御下に置く能力を持つ。虚軸本体はイヌの姿をしている。
【エデンの恍惚】-マニック・エデン-
無限回廊によって引きずり出された、鴛野在亜本来の虚軸。自分が殺害した人間を、時を置いた後に赤い蛇へと生まれ変わらせる力を持つ。また、生まれ変わった蛇には同種の効果の毒を持ち、今度は噛んだだけでその人間を蛇へと変える。
あまり戦闘向きの虚軸ではないが、大量被害に関しては異常な効果を発揮する恐ろしい虚軸。
【全なる終わり】－オール・イン・ワン－
城島鏡が最後の観測者となり得た“実軸”。実軸の司る力、即ち修正力(リペイント・マーカー)を自由に行使することができ、虚軸の起こした現象を片っ端から否定し、なかったことにする能力を持つ。通常状態においても、それぞれ幾多の修羅場を潜り抜けた晶たちの虚界渦にさえ圧倒的優位に立つことができるほど強力。
さらに、実軸は全ての虚軸を生み出した母であるため、全ての虚軸を自らに回帰させ、統合する能力を持つ。強力な虚軸を取り込めば取り込むほど【全なる終わり】という"実軸"も強力になり、行使する修正力も強くなる。
【結合世界】-ユグドラシル-
【全なる終わり】の稼働率が一定を超えると行使可能になる、虚軸で言う「虚界渦」。“世界”を統合する世界統合用圧縮光子集積体を顕現させる。

### 舞台設定
挟間市　（はさまし）
この物語の舞台となる市、某県のベッドタウン。玖珠市が隣市。
私立挟間学園　（しりつはさまがくえん）
晶や硝子、芹菜たちが通っている高等学校。進学校で中の上クラス。生徒数913人、各学年10クラス、1クラス30人前後で構成されている。
Patisserie & Cafe Fujiwara
2巻の導入のマンガにおいて硝子と姫が早食い対決をした喫茶店。"真っ赤なリンゴパイ継母風"、"シオンちゃんのハルマゲドンシフォン"などのメニューがあるが、後者の"シオンちゃん"とは『ルナティック・ムーン』の"シオン＝エシュ"と見られる。
『虚無への供物』 （中井英夫/著）
ミステリー小説。実在する。
『ドグラ・マグラ』 （夢野久作/著）
ミステリー小説。実在する。
『黒死館殺人事件』 （小栗虫太郎/著）
ミステリー小説。実在する。
日本三大ミステリ　（にほんさんだいミステリ）
もしくは、日本探偵小説三大奇書、日本推理小説三大奇書と呼ばれる。作中で触れられているように『虚無への供物』、『ドグラ・マグラ』、『黒死館殺人事件』の三冊がそれにあたる。
『死霊』 （埴谷雄高/著）
君子が姫に眠気を覚ますために渡した本。実在するが字の表記が若干違う、正式には『死靈』。
ディープ・パープル
イギリスのロックバンド、実在する。
『うたかたの日々』（ボリス・ヴィアン/著）
2巻で殊子が晶に例示した小説。
『職安戦隊ハローワーカー』
メンバー全員が無職、敵が大企業の幹部という設定の戦隊モノ。女子高生に大人気。
『おいでよ　ぞくぶつのもり』
住人全員が俗物な村でスローライフを送るゲーム。ネアと里緒がはまっている。

## 既刊一覧
- 藤原祐（著）・椋本夏夜（イラスト）、メディアワークス〈電撃文庫〉、全10巻
  - 『レジンキャストミルク』2005年9月10日発売[3]、ISBN 4-8402-3151-6
  - 『レジンキャストミルク2』2006年1月10日発売[4]、ISBN 4-8402-3278-4
  - 『レジンキャストミルク3』2006年5月10日発売[5]、ISBN 4-8402-3435-3
  - 『レジンキャストミルク4』2006年6月10日発売[6]、ISBN 4-8402-3452-3
  - 『レジンキャストミルク5』2006年9月10日発売[7]、ISBN 4-8402-3555-4
  - 『れじみる。』2006年12月10日発売[8]、ISBN 4-8402-3641-0
  - 『レジンキャストミルク6』2007年3月10日発売[9]、ISBN 978-4-8402-3763-5
  - 『レジンキャストミルク7』2007年6月10日発売[10]、ISBN 978-4-8402-3882-3
  - 『レジンキャストミルク8』2007年9月10日発売[11]、ISBN 978-4-8402-3976-9
  - 『れじみる。Junk』2007年12月10日発売[12]、ISBN 978-4-8402-4124-3